# Galàxia espiral de gran disseny

Imatge de la galàxia espiral M81 (o galàxia de Bode), una galàxia espiral de gran disseny.

Una galàxia espiral de gran disseny és tipus de galàxia espiral en la qual l'estructura espiral està formada per dos o més braços prominents i ben definits a diferència de les galàxies espirals floculentes, en les quals l'estructura espiral està pitjor definida.
Els braços espirals d'una galàxia d'aquest tipus poden estendre diversos radians i ocupar una bona fracció del seu radi. Es calcula que aproximadament un 10% de les galàxies espirals són d'aquest tipus.

## Origen
La teoria de l'ona de densitat és la preferida per explicar com es formen aquestes estructures. D'acord amb aquesta teoria, els braços espirals són zones més denses en el disc d'una galàxia espiral produïdes per ones de densitat, les quals es mouen a una velocitat diferent que les de les estrelles. L'atracció gravitatòria del material present en un braç espiral causa que en apropar-se a aquest les estrelles s'accelerin, i que en sortir siguin frenades, provocant que el material s'acumuli en aquestes zones. A més, en ser zones més denses, l'hidrogen es comprimeix i s'hi produeix formació estel·lar.
L'origen de les ones de densitat es desconeix, però es creu que pot estar relacionat amb interaccions gravitatòries, ja que moltes galàxies d'aquest tipus tenen galàxies companyes properes; la presència d'una barra central també pot ser la causa de la seva aparició.

## Exemples
Exemples notables d'aquest tipus de galàxies en el Catàleg Messier són: l'M51, l'M81, i l'M74, així com l'antiga BX442.